# Cruranthura caeca
Cruranthura caeca är en kräftdjursart som först beskrevs av Boris Vladimirovich Mezhov 1976.  Cruranthura caeca ingår i släktet Cruranthura och familjen Paranthuridae. Inga underarter finns listade i Catalogue of Life.